# Mafia Wars
Mafia Wars foi um jogo on-line multiplayer criado pela Zynga (conhecida produtora de games para Facebook). O jogo é disponibilizado como um aplicativo no site das redes sociais Facebook, MySpace, Tagged, Sonico, e Yahoo!. No Facebook, em outubro de 2009, Mafia Wars tinha 25,9 milhões de contas ativas.
O principal líder da máfia de Nova Iorque morreu e várias gangues começaram a luta pelo poder. Assim você juntará aliados fiéis para restabelecer a harmonia que unia os diversos chefes do crime da cidade. O objetivo é promover um escambo entre familiares, trocando armas, cartas chantagistas, roupas, cigarros, animais e até celulares confidenciais.
Em outubro de 2011 foi lançado pela Zynga a sequência Mafia Wars 2.

## Jogabilidade
Este game é composto em sua maioria de texto com várias imagens ilustrativas e animações em flash. Conforme joga, note que existem várias posições de reputação e diversas funções dentro da máfia. Precisará provar seu valor e ganhar novas funções. Na primeira tela carregada você deve inserir seu nome de mafioso, uma vez escolhido só será possível alterá-lo pagando.
Se administrar bem a sua Energia (atributo necessário para realizar serviços), alcançara facilmente o nível 5. Onde será possível brigar contra outros jogadores para lhes roubar dinheiro e itens. Clique em "Fight" (Luta) para ver a lista de pessoas no mesmo nível que o seu e clique em "Attack" (Ataque) para efetuar para prosseguir, podera também roubar outras propriedades clicando em "Robery" (Roubo).
A cada vitória, sobe-se de nível dentro do jogo, o que possibilita armamentos mais poderosos, veículos mais potentes e imóveis para comprar. A cada nível você receberá pontos para distribuir por seus atributos, na opção "Profile" ou "Perfil", como "Attack" (Ataque), "Defense" (Defesa), "Health" (Vida), "Energy" (Energia) ou "Stamina" (Resistência). 
Pode-se desafiar qualquer pessoa de seus contatos para uma guerra e até criar listas negras daqueles mais procurados. Quando aparecer convite para uma guerra, todos os membros da máfia serão avisados e terão a escolha de ajudar-lo ou traí-lo.
No seu inventário, à medida que vai jogando, vai recebendo armas (weapons), armaduras (armor), veículos (vehicles), animais (animals) e capangas (henchmen).